# Стайвесант-стріт
Стайвесант-стріт (англ. Stuyvesant Street) — одна з найстаріших вулиць Нью-Йоркського боро Мангеттен. Проходить по діагоналі від 9-ї вулиці на Третій авеню до 10-ї вулиці біля Другої авеню, все в межах району Іст-Вілледж, Мангеттен. Більша частина вулиці входить до історичного району Сан-Марко.
Попри те, що вулиця проходить по діагоналі відносно сітки вулиць Манхеттена, географічно це одна з небагатьох вулиць зі сходу на захід на Манхеттені, оскільки більша частина сітки проходить на південний захід і північний схід зі зміщенням 28,9 градусів. Це вулиця з одностороннім рухом, що йде на схід.

## Історія
Спочатку вулиця Стайвесант пролягала на схід через ферму або «Бауері» Пітера Стайвесанта від Бауері-роуд, яка сьогодні є Четвертою авеню, до маєтку Стайвесанта. Садиба згоріла в жовтні 1778 року, і сім'я продала цвинтар і каплицю, що залишилися, на місці якої сьогодні стоїть церква Св. Марка в Бауері.